# Kozárov
Kozárov är en ort i Tjeckien.   Den ligger i regionen Södra Mähren, i den östra delen av landet, 160 km öster om huvudstaden Prag. Kozárov ligger 606 meter över havet och antalet invånare är 115.
Terrängen runt Kozárov är kuperad åt nordväst, men åt sydost är den platt. Kozárov ligger uppe på en höjd. Runt Kozárov är det ganska tätbefolkat, med 100 invånare per kvadratkilometer. Närmaste större samhälle är Blansko, 16,1 km sydost om Kozárov. I omgivningarna runt Kozárov växer i huvudsak blandskog.